# Liste der Stadtoberhäupter von Grünstadt
Die Liste der Stadtoberhäupter von Grünstadt enthält alle Stadtoberhäupter der Stadt Grünstadt seit 1793.
Maire
- 1793–1795: Ludwig Fabritius
- 1798–1800: Georg Wilhelm Kugelmann
- 1800–1806: Johann Karl Schmidt
- 1806–1814: Wilhelm Bordollo

Oberbürgermeister
- 1815–1819: Wilhelm Bordollo

Bürgermeister
- 1820–1822: Wilhelm Bordollo
- 1822–1823: Heinrich Karl Götel
- 1823–1824: Wilhelm Seltsam
- 1825–1834: Bernhard Bordollo
- 1835–1840: Johann Philipp Kuhn III.
- 1840–1852: Christian Becker
- 184900000: Karl Ludwig Heinemann (Anm.: Damals hielten die Freischaren in Grünstadt Kriegsrat[2])
- 1852–1866: Johann Michael Reinhold
- 1866–1872: Christian Becker
- 1872–1875: Wilhelm Seltsam
- 1875–1879: Johann Becker
- 1879–1881: Karl Friedrich Wittmann
- 1881–1888: Jakob Stumpf I.
- 1888–1894: Friedrich Becker
- 1895–1902: Rudolf Krieger
- 1902–1920: Josef Anton Bordollo (NLP)
- 192000000: Karl Theodor Tisch „Vertreter einer bürgerlichen Vereinigung“
- 1920–1927: Jakob Binder (SPD)
- 1927–1930: Kurt Bordollo (DVP)
- 1930–1933: Erich Lauterbach
- 1933–1937: Fritz Klein
- 1937–1942: August Lehn
- 1943–1945: Alfred Ludwig
- 1945–1946: Johannes Nauerz (parteilos, später CDU), kommissarisch
- 1946–1947: Georg Born (SPD)
- 1947–1951: Ludwig Maier (SPD)
- 1951–1953: Philipp Kranz (SPD)
- 1953–1973: Karl Walter (parteilos)
- 1973–1992: Herbert Gustavus (SPD)
- 1992–2001: Ludwig Weber (SPD)
- 2001–2009: Hans Jäger (SPD)
- 2010–0000: Klaus Wagner (CDU)